# Bonn Ottó
Bonn Ottó (Monfalcone, Olaszország, 1926. július 19. – 2020. február 8.) magyar sportvezető. 1988 és 2000 között a Nemzetközi Kajak-Kenu Szövetség (ICF) főtitkára.

## Életútja
Szülei az 1920-as években a gazdasági nehézségek miatt költöztek Olaszországba. Apja a trieszti hajógyárban dolgozott. 1926. július 19-én az olaszországi Monfalconéban született, ahol 12 éves koráig élt. Anyja Martin Margit volt.
1942 és 1944 között a Budapest Levente Egyesület, 1944 és 1946 között a MOM, 1946-ban a KASE kajakozója volt. 1949-ben lett az Országos Sporthivatal (OSH) majd az Országos Testnevelési és Sportbizottság (OTSB) vízisportok osztályának előadója. 1951 és 1956 között a Magyar Kajak-Kenu Szövetség főtitkáraként tevékenykedett. Ebben a minőségében vett részt az 1952-es helsinki olimpia ideje alatt megrendezésre kerülő Nemzetközi Kajak-Kenu Szövetség (ICF) kongresszusán küldöttként. 1954 és 1960 között az ICF igazgatótanácsának a tagja volt. 1960-től a nemzetközi szövetség második, 1970-től pedig az első alelnöke volt 1990-ig. 1988 és 2000 között a szervezet főtitkáraként dolgozott.
Nemzetközi tevékenysége mellett a hazai sportéletben is szerepet vállalt. 1951-ben a Budapesti Honvéd kajak-kenu szakosztályának a vezetője volt. 1971 és 1981 között a KSI igazgatójaként, 1974 és 1981 között az MKKSZ elnökeként dolgozott. 1981 és 1987 között az FTC kajak-kenu szakosztályának a tanácsadója volt. 1976-ban a Testnevelési Főiskolán kajak-kenu szakedzői diplomát szerzett. A Budapesten rendezett 1965. évi nyári universiade és az 1966-os atlétikai Európa-bajnokság szervező bizottságainak a főtitkára volt.

## Díjai
- Haza Szolgálatáért Érdemérem, ezüst fokozat (1970)[4]
- Magyar Népköztársasági Sportérdemérem, arany fokozat (1987)[5]
- Olimpiai Érdemrend (1995)
- MOB-érdemérem (2000)[6]
- Esterházy Miksa-emlékérem (2001)
- Kajak-kenu Sportért Életműdíj (2001)[7]